# Bouhmame
Bouhmame (franska: Bouhmame (CR), Bouhmame (Commune Rurale), arabiska: بني تسيريس) är en kommun i Marocko.   Den ligger i provinsen Sidi Bennour och regionen Casablanca-Settat, 220 km sydväst om huvudstaden Rabat. Antalet invånare är 22 737.